# Hrvatski vaterpolski klub Okruk
Hrvatski vaterpolski klub Okruk je vaterpolski klub iz Okruga Gornjeg.
Klupsko sjedište je na adresi Šetalište Stjepana Radića 13, Okrug Gornji.

## Klupski uspjesi
Klub se redovito, sa seniorskom i juniorskom momčadi, natječe u 2. hrvatskoj vaterpolskoj ligi, skupina jug zajedno s drugim klubovima iz dalmatinskih županija. Plivalište je uređeno u uvali Mavarštica, a 2006. godine dodatno uređeno da zadovoljava kriterije za nastup u 2. hrvatskoj vaterpolskoj ligi.